# Eigenrode
Eigenrode ist ein Ortsteil der Gemeinde Unstruttal im Unstrut-Hainich-Kreis in Thüringen.

## Geografie

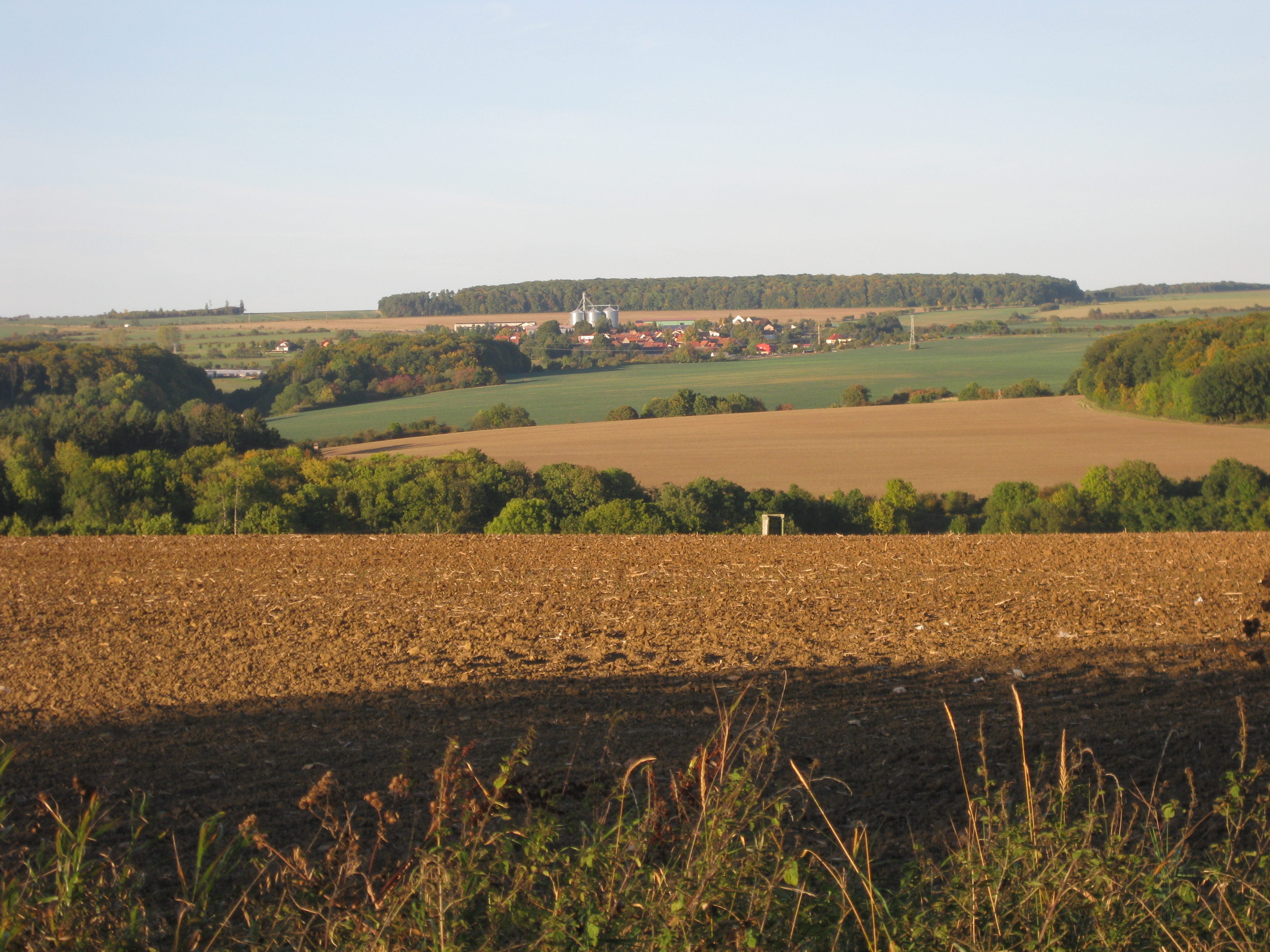
Eigenrode von Süden aus gesehen

Eigenrode liegt ungefähr acht Kilometer nördlich von Mühlhausen an der Landesstraße 1015 oberhalb des Unstruttales am Rande der Südabdachung des Dün. Die Gemarkung befindet sich in Tal- und Hanglagen. Die Böden bestehen meist aus verwittertem Muschelkalk und sind an den Hanglagen grundwasserfern.
Die höchste Erhebung liegt mit 465,6 Meter über NN an der Eigenröder Warte, einem ehemaligen Wartturm des Mühlhäuser Landgrabens.

## Geschichte

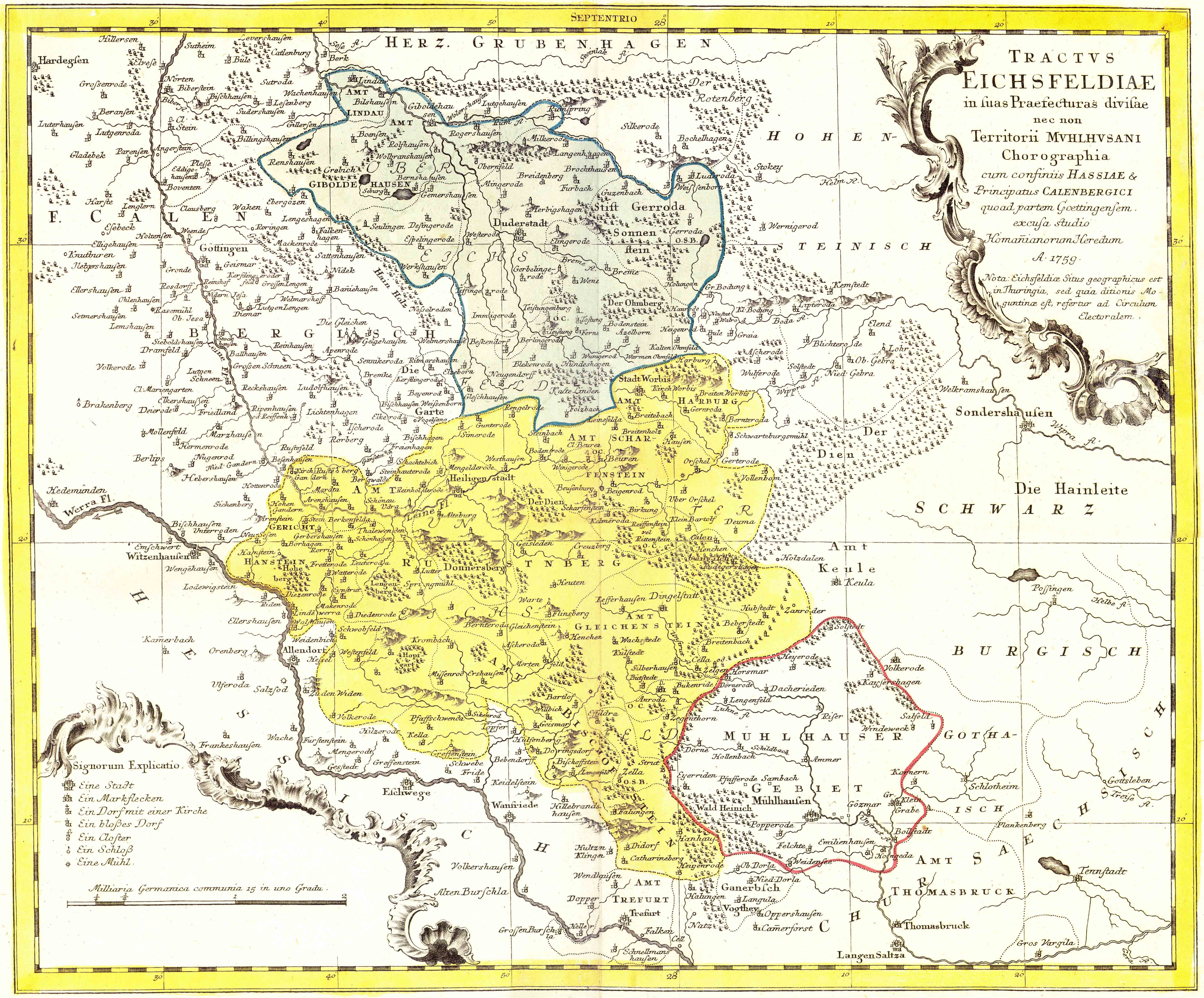
Das Eichsfeld und das Gebiet der Freien und Reichsstadt Mühlhausen mit Heyerode (Eigenrode) um 1759 (Die Karte enthält einige Fehler: siehe Kartenbeschreibung auf Commons)

Das heutige Eigenrode entstand 1545 aus den nordöstlich der jetzigen Ortslage gelegenen Wüstungen Eichelroda und Ebelroda, die ihrerseits 1246 erstmals urkundlich erwähnt wurden.
Das Gebiet gehörte von 1545 an zum Deutschen Reich und stand im Einflussbereich der Reichsstadt Mühlhausen. 1565 zählte man in Eigeroda (Eigenrode) 37 Mann Bevölkerung. Die Eigenröder Warte sicherte am Mühlhäuser Landgraben das Stadtterritorium und den Verkehr über den Dün nach Norden.
1802 fiel Eigenrode zusammen mit Mühlhausen an das Königreich Preußen, von 1807 bis 1813 an das von Napoleon geschaffene Königreich Westphalen (Kanton Dachrieden) und wurde nach dem Wiener Kongress 1816 dem Landkreis Mühlhausen in der preußischen Provinz Sachsen zugeordnet.
Die Wasserknappheit der grundwasserfernen Höhenlagen bewog die Einwohner, im 19. Jahrhundert Brunnen zu bauen. Deshalb gibt es heute noch das Brunnenfest. Erst ab 1928, nach dem Bau einer Wasserleitung, wurde die Wasserknappheit beseitigt.
Nach dem Zweiten Weltkrieg gehörte das Dorf zum Kreis Mühlhausen, ab 1994 zum Unstrut-Hainich-Kreis. Im September 1995 schlossen sich Ammern, Eigenrode, Dachrieden, Horsmar, Kaisershagen und Reiser zur Gemeinde Unstruttal zusammen, die Nachfolgerin der gleichzeitig aufgelösten Verwaltungsgemeinschaft Unstrut-Luhne ist.

## Landwirtschaft
Die zu Zeiten der DDR im Ort gegründete Landwirtschaftliche Produktionsgenossenschaft wurde nach der Wende als Eigenrode Agrar KG weitergeführt. Im Rahmen einer Kooperation wird der Betrieb zusammen mit drei weiteren Agrarbetrieben seit dem Jahr 2011 unter Leitung der nordagrar GmbH, Niederlassung Thüringen weitergeführt. Das Unternehmen beschäftigt heute rund 40 Mitarbeiter und ist somit der größte Arbeitgeber in Eigenrode.